# Церковь Николая Чудотворца (Еланская)
Церковь во имя Святителя Николая Чудотворца — православный храм в станице Еланской, Шолоховский район, Ростовская область. Освящён в честь православного святого Николая Чудотворца. Относится к Шахтинской епархии Московского патриархата.

## История

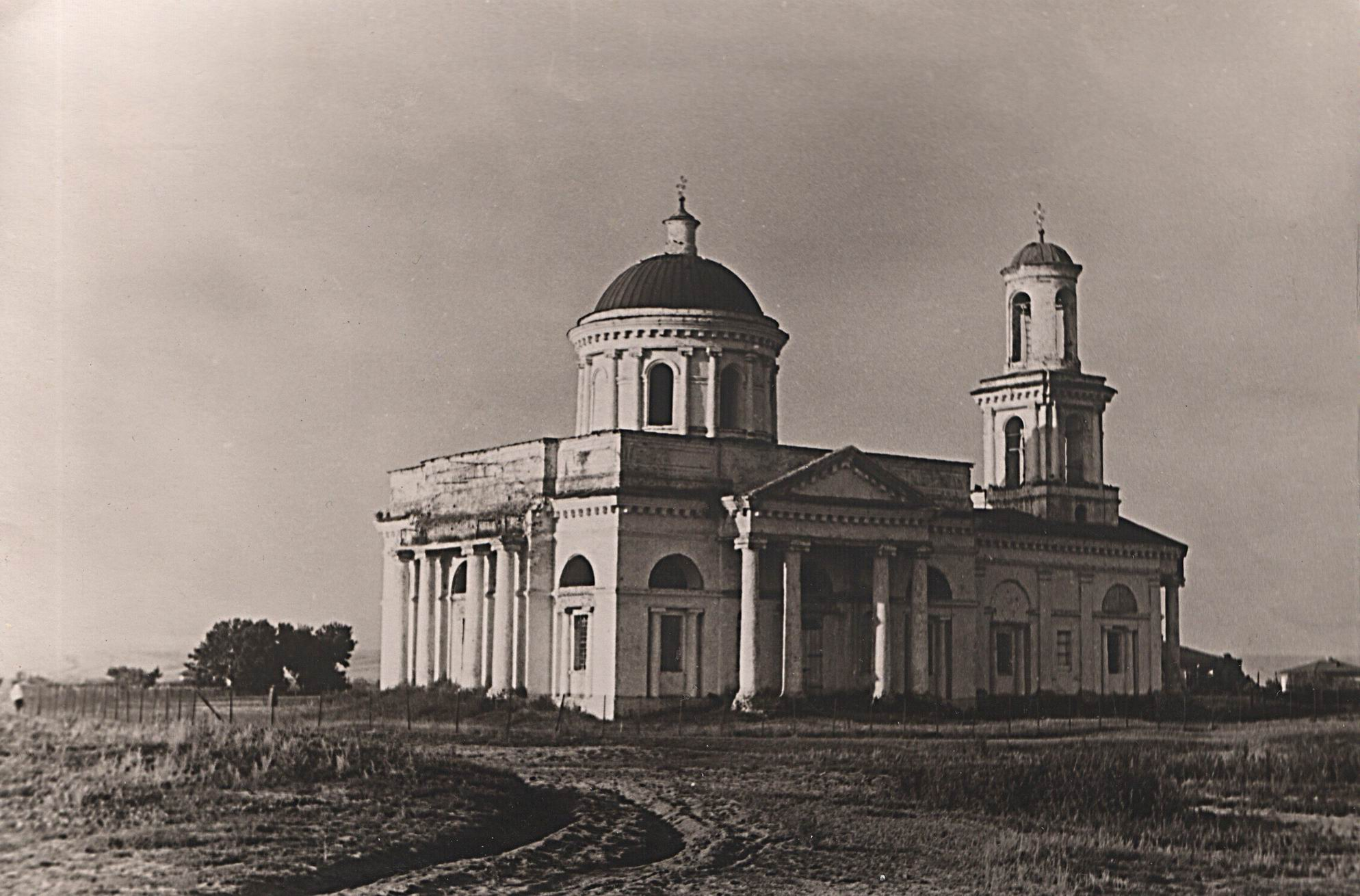
Церковь в 1920-е годы

Первое упоминание относится к деревянной часовне, которая была построена до 1730 года, когда станица Еланская переселилась на новое место (часть вешенцев переехала из перенаселённого Вешенского городка на другое место жительства, основав новое поселение). Тогда же казаки перенесли сюда и часовню, которую в 1755 году переоборудовали под церковь Святителя Николая Чудотворца. К 1757 году обветшавшая церковь была заменена на новую, тоже деревянную.
До 1767 года появились и первые хутора Еланской станицы: Кочетов, Терновой, Галицын, Захаров, Гаврилов, Мохов и другие. Постепенно число их росло и маленькая деревянная церковь уже не могла вместить всех прихожан. Поэтому было принято решение о строительстве новой каменной церкви, автором которой выступил знаменитый архитектор Иван Егорович Старов. Строительство здания было начато в 1823 году в честь победы над Наполеоном, а закончено уже в 1826 году.
Здание представляло собой монументальное сооружение классического стиля.
На сохранившихся фотографиях начала двадцатого века запечатлены купол, три портала с колоннадами в ионическом стиле. Сейчас сохранился лишь один портал с колоннами. Роспись храма была выполнена петербургскими мастерами в соответствии с эскизами И. Е. Старова. Новый иконостас для храма был приобретён на деньги, собранные казаками станицы.
Документы Государственного архива Ростовской области сохранили описание Свято-Никольской церкви 1853 года:
«церковь кирпичная, внутри и снаружи оштукатуренная, покрытая железом, покрашена зелёной краской. Храм включает в себя: главное помещение, трапезную, притвор с колокольнею. Главы и кресты позолочены червонным золотом, вокруг церкви — кирпичная ограда, покрытая железом. Церковь увенчана барабаном с куполом и с ветровым фонарем, колокольня с купольным покрытием. Большой церковный колокол „Благовест“ весил 100 с лишним пудов»
Старожилы утверждали, что в храме имелись и ценные издания: напрестольное Евангелие 1744 года издания и «Триодь цветная» 1704 года.
В 1930-х годах церковь была разрушена и закрыта. Колокол был разбит на куски и увезён в переплавку, капитальная ограда разобрана. Здание самой церкви эксплуатировалось как хозяйственное помещение, в ней был размещён зерновой склад. Священник церкви отец Афанасий был арестован, его судьба до сих пор неизвестна.
Во время войны в здании церкви были расквартированы солдаты Красной армии, затем здесь размещались пленные итальянцы.
Станица Еланская во время войны не была захвачена оккупантами, но подвергалась постоянным обстрелам противника. Один из снарядов однажды попал в церковь, но она выстояла.
Позднее, а именно в 1990-х годах, начались первые реставрационные работы по восстановлению первоначального вида храма на деньги собранные местными жителями. Сейчас на территории храма функционирует музей.